# Сант-Агата-ди-Эзаро
Сант-Агата-ди-Эзаро (итал. Sant’Agata di Esaro) — коммуна в Италии, располагается в регионе Калабрия, подчиняется административному центру Козенца.
Население составляет 2224 человека, плотность населения составляет 47 чел./км². Занимает площадь 47 км². Почтовый индекс — 87010. Телефонный код — 0981.
Покровителями коммуны почитаются святая Агата, празднование 5 февраля, и San Francesco da Paola, празднование во второе воскресение августа.